# Ctimene oppositata
Ctimene oppositata là một loài bướm đêm trong họ Geometridae.